# Девід Армстронг Джонс, 2-й граф Сноудон
Девід Альберт Чарльз Армстронг Джонс, 2-й граф Сноудон (англ. David Albert Charles Armstrong-Jones, 2. Earl of Snowdon; нар. 3 листопада 1961 року в Лондоні) — британський дизайнер і підприємець, член британської королівської сім'ї. Будучи сином принцеси Маргарет, він доводиться племінником королеві Єлизаветі II. Займає двадцять третє місце в порядку успадкування британського престолу.

## Походження
По батькові, Ентоні Армстронг-Джонсу, Девід належить до дрібного валлійського дворянства, а через бабцю, Енн Мессель, є нащадком німецько-єврейської банкірської сім'ї Месселів та праправнуком архітектора Альфреда Месселя. Його мати — принцеса Маргарет, сестра королеви Єлизавети II. Після одруження на принцесі Ентоні Армстронг-Джонс отримав титул графа Сноудона.
У 1978 році батьки Девіда Армстронг-Джонса розлучилися; його батько роком пізніше одружився знову на Люсі Ліндсей-Хогг. У Девіда є сестра Сара (народилася в 1964 році) — дружина Деніела Чатто, і однокровна сестра Френсіс (народилася в 1979 році), дружина Родольфа фон Гофмансталя.

## Біографія
Девід Армстронг-Джонс народився в Кларенс-хаусі, навчався в закритій школі в Іст-Гемпширі. У 1985 році він заснував фірму David Linley Furniture Ltd., що займається виробництвом ексклюзивних меблів.
За життя батька Девід носивтитул чемності» віконт Лінлі. У 2017 році він успадкував титул графа Сноудона.

## Родина
Армстронг-Джонс одружений з 8 жовтня 1993 року на Серені Алейні Стенхоуп, дочці Чарльза Стенхоупа, 12-го графа Харрінгтона. У цьому шлюбі народилися двоє дітей:
- Чарльз Патрік Ініго Армстронг-Джонс (народився 1 липня 1999 року), віконт Лінлі;
- Маргарита Елізабет Роуз Алейна Армстронг-Джонс (народилася 14 травня 2002 року)[6].

## Герб

Герб Девіда Армстронг-Джонса, як віконта Лінлі (до 2017 року)
Герб Девіда Армстронг-Джонса, як 2-го графа Сноудона (з 2017 року)